# Бор (Радогощинское сельское поселение)
Бор — посёлок в Ефимовском городском поселении Бокситогорского района Ленинградской области.

## История
Согласно карте Ленинградской области Северо-западного аэрогеодезического треста ГГУ издания 1932 года на месте современного посёлка находился дом лесника.
Посёлок Бор учитывается областными административными данными в Пожарищенском сельсовете Ефимовского района с 1 января 1946 года.
В 1958 году население посёлка составляло 220 человек. С 1965 года входит в состав Бокситогорского района.
С начала 1960-х годов в посёлке находился Боровский лесопункт узкоколейной железной дороги Ефимовского лестрансхоза, а также железнодорожная станция. По данным 1966 и 1973 годов посёлок Бор также входил в состав Пожарищенского сельсовета.
В 1978 году посёлок Бор был передан в Сидоровский сельсовет.
В 1997 году в посёлке Бор Сидоровской волости проживали 11 человек, в 2002 году — 6 человек (все русские).
В 2007 году в посёлке Бор Радогощинского сельского поселения было зарегистрировано 3 человека, в 2010 году — 2 человека, в 2015 году — 5 человек.
В мае 2019 года Радогощинское сельское поселение вошло в состав Ефимовского городского поселения.

## География
Посёлок расположен в северо-восточной части района на автодороге Сидорово — Ольеши.
Расстояние до деревни Радогощь — 43 км.
К востоку от посёлка протекает река Нюша. К северу от посёлка расположено озеро Упадь.

## Демография
| 1997 | 2002 | 2007 | 2010 | 2017 |
| ---- | ---- | ---- | ---- | ---- |
| 11   | ↘6   | ↘3   | ↘2   | ↗6   |

### Национальный состав
Согласно данным Всероссийской переписи населения 2021 года в посёлке проживали 8 человек, из них:
 русские — 7, таджики — 1 человек.

## Инфраструктура
На 1 января 2017 года в деревне было зарегистрировано: домохозяйств — 1, проживающих постоянно — 1 человек.